# Põllküla
Põllküla är en by i Lääne-Harju kommun i landskapet Harjumaa i nordvästra Estland. Innan kommunreformen 2017 låg byn Keila kommun.